# 53-я пехотная дивизия (Российская империя)
53-я пехотная дивизия — пехотное соединение в составе Русской императорской армии

## Русско-японская война 1904—1905
В марте 1905 года 53-я пехотная резервная бригада Одесского военного округа была развёрнута в 53-ю пехотную дивизию. В мае дивизия была отправлена в Маньчжурию.
После окончания войны дивизия вернулась в Одесский военный округ и была свёрнута обратно в 53-ю пехотную резервную бригаду (расформированную в 1910 году).

### Состав дивизии
- 1-я бригада
  - 209-й пехотный Николаевский полк (развёртывался в г. Николаев)
  - 210-й пехотный Перекопский полк (развёртывался в г. Екатеринослав)
- 2-я бригада
  - 211-й пехотный Евпаторийский полк (развёртывался в г. Керчь)
  - 212-й пехотный Бахчисарайский полк (развёртывался в г. Херсон)

### Командование дивизии

#### Начальники дивизии
- 05.03.1905 — 15.10.1906: командующий генерал-майор Полторжицкий Иосиф Сулейманович (с должности начальника 53-й бригады; уволен в запас с производством в генерал-лейтенанты)

#### Начальники штаба дивизии
- 13.03.1905 — 14.11.1906: исправляющий должность[1] подполковник Стокасимов, Николай Павлович (со старшего адъютанта штаба Казанского ВО; штаб-офицером при управлении 3-й Туркестанской стрелковой бригады)

#### Командиры бригад

##### 1-й
- 05.03.1905 — 18.05.1906: генерал-майор Пржецлавский, Александр Северинович (со 2-й бригады 19-й дивизии; на 1-ю бригаду 38-й дивизии)

##### 2-й
- 05.03.1905 — 14.03.1906: генерал-майор Иевреинов Иван Иосафович (с 1-й бригады 4-й дивизии; на 1-ю бригаду 30-й дивизии)

## Первая мировая война
53-я пехотная дивизия относилась к группе пехотных дивизий второй очереди мобилизации, которые должны были начать формироваться при объявлении мобилизации из лиц, состоящих в запасе армии, на основе кадра, выделяемого одной из пехотной дивизий мирного времени.
Дивизия формировалась в Московском военном округе, в Московской губернии. Кадр для её формирования был выделен 1-й гренадерской дивизией. По предвоенным планам сформированная дивизия должна была поступить на усиление 1-й армии.
Включена в гарнизон Ковенской крепости. Предназначалась для формирующегося 26-го армейского корпуса.
К концу августа 1914 включена в 20-й армейский корпус 10-й армии Северо-Западного фронта. Во время отступления 10-й армии из Восточной Пруссии в январе-феврале 1915 года была окружена противником в Августовских лесах, после чего была заново сформирована.
30 апреля 1915 года включена в состав формируемого 34-го армейского корпуса Северо-Западного фронта. В 1916 году в составе 23-го армейского корпуса участвовала в Брусиловском наступлении на Волыни.

### Состав дивизии
- 1-я бригада
  - 209-й пехотный Богородский полк
  - 210-й пехотный Бронницкий полк
- 2-я бригада
  - 211-й пехотный Никольский полк
  - 212-й пехотный Романовский полк
- 53-я артиллерийская бригада

### Командование дивизии

#### Начальники дивизии
- 19.07.1914 — 03.04.1915 — генерал-лейтенант Фёдоров, Семён Иванович (отчислен за нахождением в плену)
- 03.04.1915 — 12.08.1915 — генерал-майор (с 13.06.1915 генерал-лейтенант) Абаканович, Павел Константинович
- 28.08.1915 — 09.09.1917 — командующий[1] генерал-майор Гунцадзе, Давид Константинович

#### Начальники штаба дивизии
- 14.09.1914 — 06.04.1915 — полковник Шифрин, Пётр Николаевич (отчислен за нахождением в плену)
- 06.04.1915 — 06.10.1915 — полковник Скибин, Борис Александрович
- 17.12.1915 — 13.11.1916 — полковник Зайченко, Захарий Иванович
- 15.01.1917 — 15.09.1917 — полковник Изергин, Сергей Михайлович

#### Командиры 1-й бригады
- 29.07.1914 — 24.05.1915 — генерал-майор Хольмсен, Иван Алексеевич
- 28.05.1915 — 01.04.1916 — генерал-майор Корф, Николай Андреевич
- 13.04.1916 — 31.07.1917 — генерал-майор Гиршфельд, Константин Григорьевич
- 11.07.1917 — хх.хх.хххх — генерал-майор Кованько, Василий Константинович

#### Командиры 53-й артиллерийской бригады
- 25.07.1914 — 08.02.1915[3] — командующий полковник Кисляков, Андрей Владимирович
- 01.04.1915 — 06.11.1916 — генерал-майор Мальковский, Александр Николаевич
- 06.11.1916 — хх.хх.хххх — командующий полковник Зубржицкий, Николай Александрович

### В дивизии служили
- Базилевич, Георгий Дмитриевич — командовал ротой и батальоном в 211-м пехотном Никольском полку; впоследствии советский военачальник, комкор.
- Кривчиков, Александр Эммануилович — поручик 212-го пехотного Романовского полка; впоследствии кавалер Ордена Красного Знамени (1922). Расстрелян в 1938 году. Реабилитирован в 1956.
- Кузин, Андриан Тимофеевич — с июля 1916 года по июнь 1917 года  рядовой, младший унтер-офицер  212-го пехотного Романовского полка, впоследствии  советский военачальник, полковник.